# Tignac
Tignac település Franciaországban, Ariège megyében. Lakosainak száma 20 fő (2022. január 1.). Tignac Bestiac, Caussou, Perles-et-Castelet, Savignac-les-Ormeaux, Unac és Vaychis községekkel határos.

## Népesség
A település népessége az elmúlt években az alábbi módon változott:
| Lakosok száma | 23   | 14   | 10   | 28   | 20   | 23   | 25   | 22   | 21   | 20   |
|               | 1968 | 1982 | 1990 | 2006 | 2013 | 2015 | 2017 | 2019 | 2020 | 2022 |